# برد فیلیپس

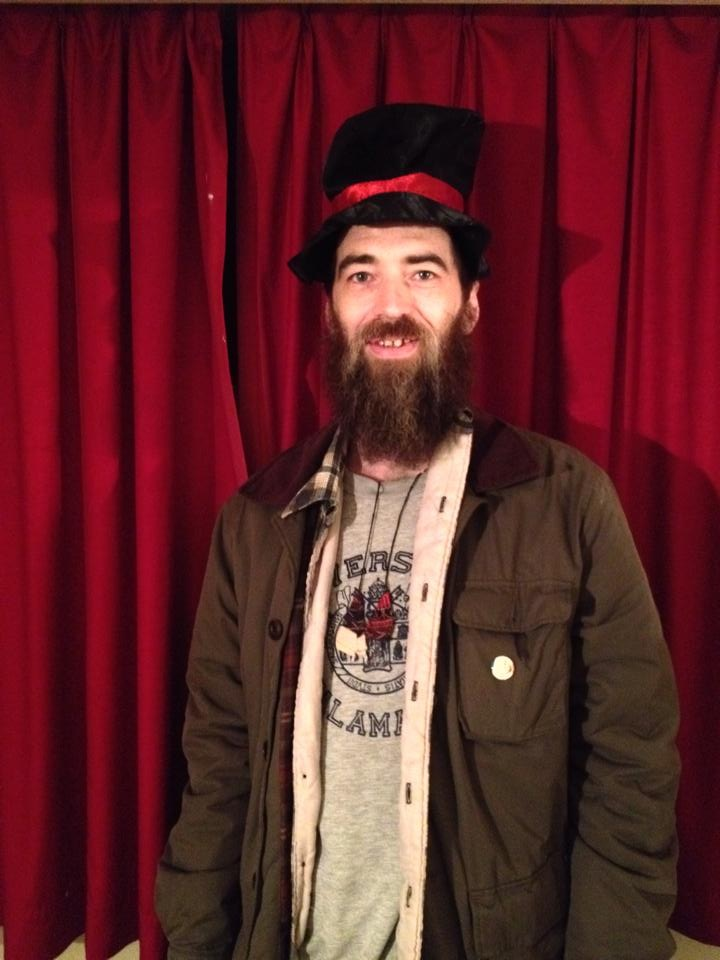
برد فیلیپس در سال ۲۰۱۴

برد فیلیپس (انگلیسی: Brad Phillips) نقاش و نویسندهٔ معاصر اهل کاناداست. آثار پیچیدهٔ تاریکش انباشته از مضامینی همچون خودکشی، خودآزاری و سکس است. او بین سال‌های ۲۰۰۲ تا ۲۰۱۳ در ونکوور زندگی می‌کرد و اکنون در انتاریو اقامت دارد.